# Hilding Svensson
Sven Agnar Hilding Svensson, född 6 maj 1890 i Grimeton i Halland, död 11 januari 1946 i Falköping i Västergötland, var en svensk arkeolog, lärare och godtemplare. Han blev ett viktigt namn för Falbygdens arkeologi. 
Hilding Svensson föddes i Grimeton utanför Varberg, en trakt med många märkliga fornlämningar, vilket stimulerade hans intresse för hembygden och arkeologin. Fadern var folkskollärare i Grimeton, men kom ursprungligen från Norra Björke vid Hunneberg utanför Trollhättan. Svensson fick som ung deltaga i arkeologiskt arbete under ledning av museiintendent Georg Sarauw i Göteborg. 
Svensson utbildade sig till lärare i Göteborg och avlade 1910 folkskollärarexamen. Han hade först två korta vikariat i Surte 1910 och Vänersborgs landsförsamling 1911. På hösten 1911 blev han lärare i Falköping i centrala Västergötland och där kom han att stanna resten av sitt liv. 1914 blev han förste lärare och 1923 blev han överlärare, vilket han förblev fram till sin död. Från 1912 även lärare vid Yrkesskolorna. Svensson satt även i Falköpings stadsfullmäktige åren 1918-1938 och i Falköpings kyrkofullmäktige åren 1931-1946. Han var huvudman och revisor i Falköpings Sparbank.
Hilding Svensson blev 1924 ombud för Riksantikvarien. Under åren 1926-1931 inventerade han stora delar av Falbygden för Riksantikvarieämbetets räkning. Han inventerade socknar i Kåkinds, Valle, Gudhems, Vartofta och Vilske härader. Han kunde bland annat nyregistrera ett trettiotal gånggrifter och ett tiotal hällkistor. Resultaten publicerades i samarbete med K.E. Sahlström. Svensson gjorde också många arkeologiska undersökningar. Tillsammans med Einar Magnusson och John Liedholm var han även en drivande kraft i Falbygdens hembygds- och fornminnesförening.
År 1946 dog han av hjärnblödning.